# Niet
I Niet sono un gruppo musicale jugoslavo e poi sloveno fondato nel 1983. I fondatori furono Igor Dernovšek, Aleš Češnovar, Primož Habič in Tomaž Dimnik.

## Storia

### 1984–1986
Nel gennaio 1984, il gruppo, sotto la direzione di Borut Činč, registrò le prime canzoni: "Umiranje", "Srečna mladina", "Zastave" e "Melanholija". Borut Činč fu il produttore anche della maggior parte delle altre canzoni. Il gruppo si esibì per la prima volta nel 1984 alla festa di Capodanno al MC Zgornja Šiška. Nell'aprile dello stesso anno registrarono il loro primo successo "Depresija" e un mese dopo si unì al gruppo la cantante Tanja Ukmar. Nel settembre 1984 si esibirono al Novi Rock Festival; l'esibizione ebbe grande successo e segnò una svolta nello sviluppo del gruppo. Prima della fine dell'anno uscì la prima cassetta "Srečna mladina" e registrarono anche la canzone che sarebbe diventata il loro più grande successo, "Lep dan za smrt". Durante l'inverno ci furono dei cambiamenti nella formazione: Tanja Ukmar e Tomaž Dimnik lasciarono il gruppo e vennero sostituiti dal nuovo batterista Tomaž Bergant e dal secondo chitarrista Robert Likar. A febbraio e marzo tennero una tournée in Francia, tornando a maggio dello stesso anno per due concerti a Parigi. Ad aprile raggiungero la finale nel YURM di Zagabria. Nel settembre 1985 si esibirono nuovamente al Novi Rock, questa volta come ospiti. Dopo il Novi Rock è seguita la "Jadranska turneja pobjednika YURM". Nel gennaio 1986 si esibirono in tre concerti a Belgrado e un mese dopo a Lubiana , nel complesso studentesco di Rožna dolina.

### 1988
Dopo due anni, trascorsi ad assolvere il servizio militare, il gruppo si riunì nuovamente nel marzo del 1988. Nell'estate vennero effettuate le ultime registrazioni con il cantante Primož Habič ("Sam", "Tvoje oči") e nell'autunno del 1988, il gruppo cessò le attività; secondo Dernovšek: "principalmente a causa della mancanza di volontà, di donne e di eroina!"

### dopo il 1988
Nel maggio del 1991 Primož Habič morì per le conseguenze di un'overdose di eroina. Nel 1993 il principale autore del gruppo, Igor Dernovšek, formò un nuovo gruppo, nel quale (oltre a suonare la chitarra) assunse anche il ruolo di cantante. Oltre a lui facevano parte del gruppo anche Kolbezen (chitarra) e Vobovnik (basso), nonché il batterista dei Pankrti Slavc Colnarič. Alla fine dello stesso anno registrarono nuove canzoni: Sick of You, Pure and Divine, Till We Fall, Queen of Snakes, Bil je maj e Ruski vohun. Pubblicarono un CD cui seguì un tour promozionale in Slovenia. Dopo di ciò il gruppo si sciolse.
Nel 1998 diversi gruppi musicali sloveni (tra cui Srečna mladina, che si diede il nome ispirandosi alla prima cassetta dei Niet, Ana Pupedan, Racija, Zaklonišče prepeva, Rambo Amadeus, Zablujena generacija, Psycho-Path) pubblicarono la compilation Drž'te jih! To niso Niet!!!, contenente versioni delle loro canzoni.

### 2025
Nel 2025, in occasione dei 40 anni dal loro primo concerto in Italia, si esibirono al Teatro Miela di Trieste.

## Formazione

### Formazione originale
- Igor Dernovšek (chitarra)
- Aleš Češnovar (basso)
- Primož Habič (voce)
- Tomaž Dimnik (percussioni)

### Formazione attuale
- Igor Dernovšek (chitarra)
- Janez Brezigar (basso)
- Tomaž Bergant (percussioni)
- Robert Likar (seconda chitarra)
- Borut Marolt (voce)

## Discografia
- Srečna mladina (FV založba, 1984)
- Niet (Kif Kif, 1993)
- Live (Vinilmanija, 1995)
- Lep dan za smrt (Vinilmanija, 1996)
- Bil je maj 1983–2008 (Menart Records, 2008)
- Izštekani na Valu 202 (ZKP RTV Slovenija, 2008)
- Križanke (ZKP RTV Slovenija, 2009)
- Trinajst (ZKP RTV Slovenija, 2010)
- Rokovnjači (ZKP RTV Slovenija, 2012)
- Srečna mladina – vinil (Ne Records, 2015)
- V bližini ljudi (ZKP RTV Slovenija, 2015)